# Sajtény
Sajtény (románul: Șeitin, szerbül: Sajtin) falu Romániában Arad megyében, Aradtól 35 km-re nyugatra a Maros jobb partján. Nevét onnan kapta, hogy hajdani marosi sószállítók lakóhelye volt.

## Története
A honfoglalás kori közeli Marosvárhoz tartozó magyar temetőt fedeztek fel itt. Egy megdúlt férfisírban a tarcali díszövhöz hasonló veretek, lemez karperec és pántgyűrű került elő, egy másik, szegényesebb sírba pedig csak „szaltovói típusú” csuprot mellékeltek.
1138-ban Sahtu, majd 1221-ben villa Soth néven említik. Csanádi püspöki birtok, majd 1552 után a gyulai várhoz tartozott. 1566 után a töröké, de 1596-ban a tatárok ezt is elpusztították és 1626 előtt déli szlávokkal telepítették újra. Szemlak felé eső határában volt egykor Salánk falu, mely 1695 körül pusztult el végleg.
1910-ben 4965 lakosából 4490 román, 251 szlovák és 154 magyar volt. A trianoni békeszerződésig Csanád vármegye Nagylaki járásához tartozott. 1992-ben 2713 lakosából 2551 román, 115 cigány, 11 magyar és 1 német volt.